# Jure Golčer
Jure Golčer (* 12. Juli 1977 in Maribor) ist ein ehemaliger slowenischer Radrennfahrer.

## Karriere
Jure Golčer, der bereits 2001 beim österreichischen Mountainbike-Team Corratec World MTB Team unter Vertrag stand, begann seine Profikarriere auf der Straße 2002 bei der kleinen slowenischen Mannschaft Perutnina Ptuj-KRKA Telekom und konnte im selben Jahr das kroatische Etappenrennen Istrian Spring Trophy gewinnen. Nach einer Saison wechselte er zum österreichischen Team Volksbank-Ideal und gewann eine Etappe der Slowenien-Rundfahrt. Die beiden Folgejahre bestritt er für die italienischen Teams Formaggi Pinzolo Fiavè und Acqua & Sapone-Adria Mobil, wobei er 2004 den Giro d’Oro für sich entscheiden konnte. 2006 kehrte Golčer zum slowenischen Continental Team Perutnina Ptuj zurück. Beim Grand Prix Triberg-Schwarzwald landeten drei Fahrer aus dieser Mannschaft unter den ersten Vier, dabei konnte er das Rennen für sich entscheiden. Außerdem gewann er im selben Jahr das slowakische Eintagesrennen Grand Prix Hydraulika Mikolášek und wurde slowenischer Meister im Straßenrennen.
Ab 2007 fuhr Jure Golčer für das in Irland registrierte Professional Continental Team Tenax, das zur Saison 2008 mit dem Team Lpr zu Lpr Brakes-Ballan fusionierte. Beim Giro d’Italia in diesem Jahr war er ein wichtiger Helfer für den Mannschaftskapitän Danilo Di Luca, konnte aber später mit dem Gewinn der Gesamtwertung und einem Etappensieg bei der Slowenien-Rundfahrt auch eigene Erfolge feiern. 2008 vertrat er sein Land bei den Olympischen Sommerspielen 2008 in Peking und belegte im Straßenrennen den 60. Platz.
Von 2011 bis 2018 fuhr Golčer wieder für verschiedene Continental Teams. Dabei kam er wiederholt unter die Top 10 kleinerer Rundfahrten, unter anderem als Dritter bei Flèche du Sud 2012, als Vierter der Rhône-Alpes Isère Tour 2014, als Dritter der Slowenien-Rundfahrt 2015 und als Fünfter der Istrian Spring Trophy 2016. Sein letzter Sieg war der Gewinn des Grand Prix Slovenian Istria 2015.
Nach der Saison 2018 beendete Golčer im Alter von 41 Jahren seine Karriere als Radrennfahrer. 

## Erfolge
2002
- Gesamtwertung Istrian Spring Trophy

2003
- eine Etappe Slowenien-Rundfahrt

2004
- Giro d’Oro

2006
- Grand Prix Hydraulika Mikolášek
- Grand Prix Triberg-Schwarzwald
- Slowenischer Meister – Straßenrennen

2008
- Gesamtwertung und eine Etappe Slowenien-Rundfahrt

2016
- Grand Prix Slovenian Istria

## Grand-Tour-Platzierungen
| Grand Tour            | 2008 | 2009 |
| --------------------- | ---- | ---- |
| Giro d’ItaliaGiro     | 32   | 55   |
| Tour de FranceTour    | –    | –    |
| Vuelta a EspañaVuelta | –    | –    |